# Simnica
Simnica (makedonsky: Симница, albánsky: Simnicë) je vesnice v Severní Makedonii. Nachází se v opštině Gostivar v Položském regionu. 

## Demografie
Podle sčítání lidu z roku 2021 žije ve vesnici 183 obyvatel. Etnickými skupinami jsou:
- Albánci – 159
- ostatní – 24